# Anisogomphus flavifacies
Anisogomphus flavifacies là loài chuồn chuồn trong họ Gomphidae. Loài này được Klots mô tả khoa học đầu tiên năm 1947.